# Lětopis
Lětopis – Zeitschrift für Sorabistik und vergleichende Minderheitenforschung (niedersorbisch Casopis za sorabistiku a pśirownujuce mjeńšynowe slěźenje, obersorbisch Časopis za sorabistiku a přirunowace mjeńšinowe slědźenje, ISSN 0943-2787) ist eine Publikation des Sorbischen Instituts mit Sitz in Bautzen.
Die Zeitschrift erscheint seit dem Jahr 1952; seit 1991 im Halbjahrestakt. Zum historischen Vorbild hatte sie die Zeitschrift der Maćica Serbska (Časopis Maćicy Serbskeje), die von 1848 bis 1937 erschienen war. Die Beiträge sind vorwiegend auf Obersorbisch, Niedersorbisch, Deutsch aber auch auf Russisch, Polnisch, Tschechisch und in weiteren Sprachen verfasst. Lětopis informiert seine Leser über Forschungen und Ergebnissen aus der sorbisch-wendischen Sprache und Kultur, wobei historische und aktuelle Ergebnisse Berücksichtigung finden. Die Zeitschrift ist für die sorbischen Intellektuellen ein nicht verzichtbares Medium, aber auch Außenstehende, die sich für sorbische Angelegenheiten interessieren verwenden sie, um mehr über die Sorben und deren Geschichte und aktuelle Situation zu erfahren.
In der DDR erschienen seit 1952 einmal jährlich drei selbstständige Bände in den Reihen A, B und C. Reihe A befasste sich mit der sorbischen Sprachwissenschaft; Reihe B behandelte Themen über die Geschichte, wobei politische und ökonomische Geschichte sowie die Beziehungen zur deutschen Mehrheitsbevölkerung im Vordergrund standen. Auch die Nationalitätenpolitik im Kapitalismus und Sozialismus wurde in der Reihe B behandelt. Reihe C berichtete über Themen der Volkskunde und informierte somit über Sitten, Bräuche, Volkskunst und Volksmusik. Von 1986 bis 1991 wurde zudem eine vierte Reihe (D) zu Themen der Kultur- und Kunstwissenschaft herausgegeben. Musik, bildende Kunst und Literatur fanden in dieser ihren Platz.
Bis 2023 lautete der Untertitel „Zeitschrift für sorbische Sprache, Geschichte und Kultur“.